# No More Parties
No More Parties è un singolo della rapper statunitense Coi Leray, pubblicato il 22 gennaio 2021.

## Tracce
Testi e musiche di Coi Leray Collins, Jamaal Talib Henry e Tae hyung Koo.
1. No More Parties – 2:20

## Remix
Il 19 febbraio 2021 è stata pubblicata una versione remix del brano realizzata con la partecipazione del rapper statunitense Lil Durk.

### Video musicale
Un video musicale a supporto della nuova versione è stato reso disponibile su YouTube l'11 marzo 2021.

### Tracce
Testi e musiche di Coi Leray Collins, Durk Banks, Jamaal Talib Henry e Tae hyung Koo.
1. No More Parties (feat. Lil Durk) (Remix) – 3:13

## Successo commerciale
La canzone ha debuttato al numero 84 della Billboard Hot 100, dando a Leray la sua prima entrata in classifica. Grazie alla commercializzazione del remix ha raggiunto la top fourty, posizionandosi 26º.

## Classifiche

### Classifiche settimanali
| Classifica (2021) | Posizione massima |
| ----------------- | ----------------- |
| Regno Unito       | 85                |
| Stati Uniti       | 26                |

### Classifiche di fine anno
| Classifica (2021) | Posizione |
| ----------------- | --------- |
| Stati Uniti       | 79        |